# Frithiof Lennmalm

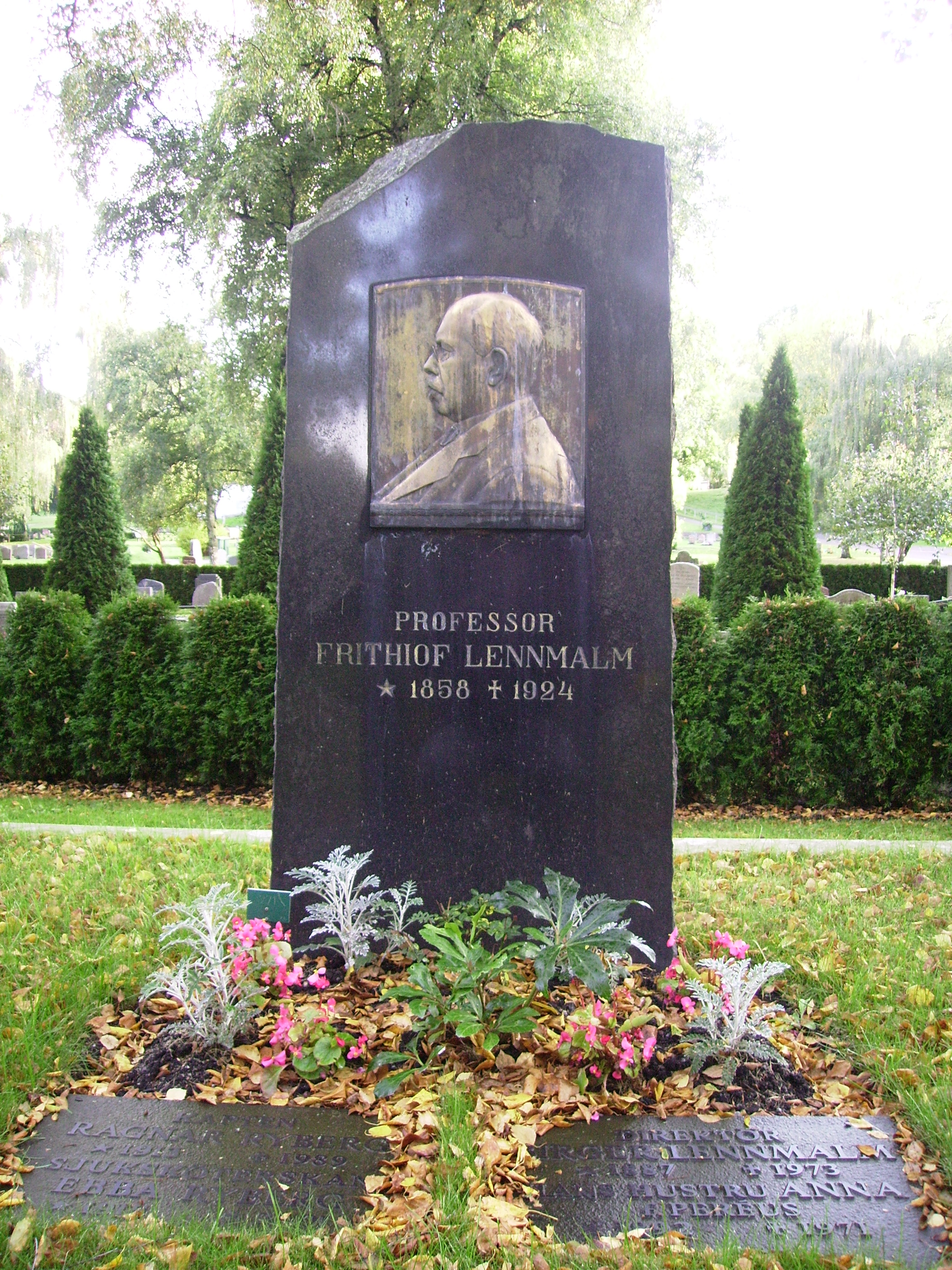
Frithiof Lennmalms gravvård på Solna kyrkogård.

Karl Gustaf Frithiof Lennmalm, född den 24 september 1858 i Norrköping, död den 14 juni 1924 i Stockholm, var en svensk läkare och professor.
Lennmalm blev i Uppsala medicine licentiat 1884 och medicine doktor 1886 och utnämndes samma år till docent i praktisk medicin där. År 1889 utnämndes han till extra ordinarie professor i pediatrik och praktisk medicin i Lund samt kallades 1890 till Malmstensk professor i nervsjukdomar vid Karolinska institutet. Åren 1895-1907 var han Svenska läkarsällskapets sekreterare. Lennmalm blev ledamot av Fysiografiska sällskapet i Lund år 1890. Han var medlem av medicinska Nobelkommittén (1908-10, 1917-18  och sedan 1920) och av Medicinalstyrelsens vetenskapliga råd (från 1918) samt var ordförande i arsenikkommittén (1912-13) och i kommittén om sammanslagning av Serafimerlasarettet och Garnisonssjukhuset.

## Rasbiologiskt engagemang
Åren 1917-23 var Lennmalm (som även var medlem i Svenska sällskapet för rashygien) rektor för Karolinska institutet. Under tiden som rektor föreslog Lennmalm år 1918 att Nobelstiftelsen skulle finansiera ett rasbiologiskt institut. Nobelkommittén för medicin röstade enhälligt ja, men året därpå föll frågan med endast en rösts marginal (9 mot 8) i Karolinska Institutets lärarkollegium. Istället framfördes då förslag om ett statligt institut, och 1921 bildades Statens institut för rasbiologi i Uppsala.